# Vilanesco
Vilanesco (em espanhol: Villanos) é uma série de animação mexicana coproduzida pela A.I. Animation Studios e Cartoon Network Latin America, sendo distribuído por esta última e a HBO Max criada por Alan Ituriel. Baseado em uma websérie criada em 2012, ele foi inicialmente escolhido pelo Cartoon Network como uma minissérie de dez minutos para o aplicativo Cartoon Network Anything (mais episódios, junto com uma série de especiais, começaram a ser lançados posteriormente). Devido ao sucesso da série na web, um piloto foi encomendado e uma série de televisão está atualmente em desenvolvimento.
O conceito de "Vilanesco" foi lançado por Alan Ituriel em um concurso realizado no Festival Pixelatl em Cuernavaca chamado IdeaToon Cumbre, em 2014. Ele conheceu alguns executivos do Cartoon Network lá e o conceito foi julgado para caber entre 6 e 6 grupos demográficos. 11 anos antigo para conteúdo original do CN Anything. Villainous gerou críticas muito positivas nas plataformas online do Cartoon Network, levando a CN a continuar sua própria competição "Pitch Me" em 2017 com o objetivo de encontrar mais webséries originais. Villains é o primeiro do que a CN espera que sejam muitos projetos curtos para seu canal e aplicativo no YouTube.

## História
Os episódios originais, em formato websérie, foram escritos, animados e dublados por Alan Ituriel em 2012 para o Thatplacetohangout.com, um site de arte no qual ele era colaborador. Ele teve que usar música livre de royalties e interpretar a maioria dos poucos personagens. Durante a produção da nova série, o Cartoon Network conseguiu contratar o YouTuber Markiplier como a voz do 5.0.5 e associou um compositor profissional, Kevin Manthei, ao projeto. Ituriel manteve o controle da maioria dos aspectos como diretor, escritor, artista de storyboard, animador e voz de Black Hat. A versão em inglês foi gravada pela primeira vez na TRACKS Productions usando um elenco de Atlanta (com exceção de Ituriel e Markiplier), enquanto a versão em espanhol foi dublada posteriormente na Dubbing House no México. Além de Ituriel, Markiplier e Manthei, Carolina Páez foi animadora, como Kevin Martínez, e Diego Valenzuela escreveu vários episódios. Um teaser trailer também foi lançado em 8 de setembro de 2018.
O conceito de Villanos foi apresentado por Alan Ituriel em um concurso organizado no Festival Pixelatl em Cuernavaca, chamado de IdeaToon Summit, em 2014. Lá ele conheceu alguns executivos do Cartoon Network e o conceito foi considerado adequado para o público de 6 a 11 anos para o conteúdo original do CN Anything. Villanos obteve uma recepção muito positiva nas plataformas online do Cartoon Network, como o aplicativo Anything do Cartoon Network em 2016, o que levou o CN a decidir continuar seu próprio "Pitch I" até pelo menos 2017 com o objetivo de encontrar mais programas originais na web. Villains é o primeiro do que a CN espera que sejam muitos projetos curtos de sucesso para seu canal e aplicativo no YouTube.
Um piloto de televisão foi lançado em 8 de junho de 2019, com a versão em espanhol lançada sete dias antes, enquanto uma série completa está em desenvolvimento. Ituriel mais tarde confirmou que a primeira temporada está atualmente em produção, ao mesmo tempo em que anuncia um novo personagem, com um piloto de backdoor que mais tarde estreou como o episódio de Victor e Valentino "Vilanesco on Monte Macabro".
Em 11 de outubro de 2021, foi revelado que a série iria estrear na HBO Max Latin America e Cartoon Network Mexico, e ela estreou em ambas as plataformas em 29 de outubro de 2021.
O Cartoon Network fez tanto sucesso com esta série que a está promovendo, na página recém hackeada do Cartoon Network América Latina, com o menu Cartoon Network, que remete aos vilões de cada série vestindo o icônico chapéu preto do Black Hat, desde a promoção é marcada com "Os vilões levaram para o Cartoon Network". Esta promoção é possível graças ao seu novo videogame e sua nova série com seu primeiro capítulo intitulado "The Dreadful Dawn".

## Enredo
Vilanesco é a história de Black Hat Org., dirigido por Black Hat (cujo nome é sinônimo de vilão, uma referência aos malvados cowboys de chapéu preto dos filmes de faroeste) e sua equipe de três ajudantes menos malvados. Black Hat está tentando vender várias invenções malignas criadas pelo Dr. Flug e está desesperado para realizar suas aspirações malignas. No entanto, muitas vezes as coisas acabam mal para ele, já que inovações brilhantes tendem a ter falhas pequenas e muitas vezes cômicas.

## Personagens

### Principal
- Black Hat: O líder da Organização Black Hat, e uma criatura malévola de origem indeterminada, ele aparece em todos os anúncios dos produtos da empresa e suspeita-se de que ele seja a fonte de todo o mal do multiverso. Black Hat é extremamente poderoso, com um leque de habilidades essencialmente infinito; ele se aposentou da carreira ativa de super vilão por tédio, uma vez que nenhum herói era um verdadeiro desafio. Uma das habilidades de Black Hat é viajar entre dimensões, e ele a usa para fazer negócios com vilões de diversas realidades - incluindo as de outros desenhos do Cartoon Network.
- Dr. Kenning Flugslys, ou Dr. Flug: ele é um cientista nervoso que veste um saco de papel na cabeça. Flugslys significa 'acidente de avião' em islandês e, de acordo com Ituriel, Flug possui uma licença de piloto que foi revogada por razões legais. Seu rosto nunca foi visto por ninguém exceto o próprio Black Hat. Apesar de sua natureza gentil e predileção por soluções não violentas, Flug ainda é um vilão perigoso, sendo capaz de crueldade e sadismo em diversas ocasiões.
- Demência: a insana fã e assistente de Black Hat. Sua roupa e poderes são baseados em répteis, e seu amor por caos e destruição só não se compara ao que ela tem pelo chefe. Seus poderes incluem escalar superfícies, sentidos aguçados, força sobrehumana e uma língua semelhante à dos sapos. Ela possui tendências canibais. É fortemente implicado que ela é um experimento de Flug, com quem ela mantém uma relação fraternal tortuosa.
- 5.0.5. (Cinco-Zero-Cinco): é um experimento fracassado do Dr. Flug, um enorme urso azul com uma flor no topo da cabeça, que se move e cresce com base em suas emoções e fecha quando está dormindo. Foi criado com o intuito de ser uma máquina mortífera indestrutível, mas se tornou uma criatura meiga e carinhosa; Black Hat o detesta por isso, e o usa como alvo para descontar estresse. Ele possui uma relação de pai e filho com seu criador, Flug, que é o único que o trata com gentileza e amor e tenta protegê-lo das partes mais assustadoras da profissão vilanesca. Nas horas vagas, serve de governanta para a Mansão de Black Hat.

### Suporte
- Cam Bot: Foi revelado por Alan Ituriel em uma enquete no Twitter, ele é quem registra os anúncios do Black Hat Org. É uma câmera robô com acessórios úteis, porém, o braço de maquiagem foi arrancado por Black Hat quando ele tentou usá-lo nele.
- Penumbra ou Dra. Penélope Numan Braxton: é uma vilã, que sofre de um problema de pele (possivelmente causado por ela mesma) que arde ao entrar em contato com o sol. Ela tentou obstruir o sol de várias maneiras, mas eles sempre foram impedidos por Sunblast, o super-herói de Arteno City que age como um valentão em relação a ela. Ele usa um jaleco branco (como um cientista louco clássico) e tem cabelos transparentes e sombreados que revelam uma linha preta atrás de sua cabeça. Ela tem uma conta no Instagram onde afirma que "salvará o planeta".

### P.E.A.C.E.
- Miss Heed ou Cecilia Amanda Kelly: uma conhecida super-heroína, influenciadora e designer que tem seus próprios produtos, incluindo perfumes e bonecos. Seu super poder é a evaporação de líquidos, que ela usa para borrifar os inimigos com um perfume hipnótico. Foi revelado por Alan Ituriel no Villainous Chat no Pixelatl 2020.
- Goldheart: é um super-herói que foi rival do Dr. Flug durante seus anos de colégio.
- Ringworm: um herói com micose (daí o nome) que tem a capacidade de gerar parafusos de anel.
- Airlock: Uma super-heroína com um braço robótico que se assemelha a Samus Aran da série de jogos Metroid.
- G-Lo: uma heroína gelatinosa (daí seu nome) com a habilidade de esticar seus membros e mudar de forma.
- Bícep: um super-herói do boxe que se assemelha ao personagem de Sylvester Stallone, Rocky Balboa, da série de filmes Rocky, que tem força sobre-humana.
- Bulldozer: um super-herói com tema de trabalhador da construção civil com uma bola de demolição em uma das mãos a quem ele chama de Berry e também "fala por ela". Ele afirma não ter medo de nada, exceto de ursos (incluindo 505), porque foi assim que ele perdeu a mão.
- Sunblast: um poderoso super-herói que apareceu em "O Terrível Amanhecer" como o principal antagonista e arquiinimigo de Penumbra.

## Cenários

### Locais fictícios
Villains não ocorre em nenhuma cidade existente. O cenário principal está em uma cidade localizada em uma ilha chamada "Ilha do Chapéu" onde está localizada a mansão do Chapéu Preto, que é sua residência e sede da Organização do Chapéu Preto. Em cada capítulo, os protagonistas são sempre enviados a uma cidade ou local diferente para cumprir uma missão que pode acontecer dentro de um único lugar, como uma mansão abandonada ou no espaço sideral. No piloto da série "The Dreadful Dawn" eles são enviados a uma cidade chamada Atreno City para um contrato com a Penumbra para derrotar um herói chamado Sunblast. No episódio 6 "The Cruel Heart", eles viajam para a cidade onde Miss Heed é possivelmente chamada de Cosmópolis, embora não seja mencionado que este é o nome da cidade nos documentos de Miss Heed de sua entrada no P.E.A.C.E. lê-se que ele nasceu em uma cidade chamada Cosmópolis.

### Locais reais
O episódio 3 "A VVV", isso se refere aos filmes de luta livre mexicanos dos anos 60 (principalmente e o mais famoso estrelado por El Santo), na ocasião a Black Hat, Org. foi renomeada para "Sombrero Negro, S.A." (denominação comum para empresas mexicanas quando termina em S.A., o que significa "Sociedad Anónima"), onde sua sede está localizada no México D.F. (atualmente Cidade do México) e os protagonistas são enviados a uma arena de lucha libre localizada na cidade fictícia de Guadalajarra (referência à cidade de Guadalajara, Jalisco). No fim do episódio, são teletransportados para um deserto por Black Hat e estes para retornar ao mansão visitam ldiversos pontos turísticos do México, como o Museu Nacional de Antropologia, a cidade de Acapulco, Guerrero; a cidade de Papantla, Veracruz e Xochimilco na Cidade do México.